# Imants Ļeščovs
Imants Ļeščovs (ur. 23 lipca 1994 w Dyneburgu) – łotewski hokeista, reprezentant Łotwy.
Jego bracia Vitālijs (ur. 1991), Vladislavs (ur. 1993), Māris (ur. 1996) także zostali hokeistami.

## Kariera
- Daugavpils Ledus Skola U18 (2009-2011)
- DHK Latgale (2010/2011)
- HS Prizma/Pardaugava U18 (2011/2012)
- HK Prizma Ryga (2011-2013)
- HS Prizma/Pardaugava U18 (2013)
- HK Zielenograd (2013-2015)
- HC Mont-Blanc (2015)
- HK Daugavpils (2015-2016)
- HK Liepāja (2016-2017)
- Dinamo Ryga (2016-2017)
- HK Zemgale (2017/2018)
- Ritten Sport (2018-2019)
- Gyergyói HK (2013/2014)
- HK Dinaburga (2019-2020)
- Zagłębie Sosnowiec (2020-2021)
- Fife Flyers (2021-2022)
- Cracovia (2022)
- HK Dinaburga (2022-)

Wychowanek Daugavpils Ledus Skola w rodzinnym mieście. Grał w zespołach ligi łotewskiej, a także przez cztery sezony w rosyjskich rozgrywkach juniorskich MHL-B, wpierw w zespole łotewskim Prizma Ryga, a potem w rosyjskiej drużynie HK Zielenograd. W sezonie 2016/2017 grał w HK Liepāja, a w tym okresie (w grudniu 2016 oraz w styczniu i w lutym 2017) w barwach Dinama Ryga rozegrał też 5 spotkań w rosyjskich rozgrywkach KHL. Sezon 2017/2018 zagrał w HK Zemgale. W czerwcu 2018 przeszedł do włoskiej drużyny Ritten Sport i występował w międzynarodowych rozgrywkach Alps Hockey League, a także epizodycznie w narodowej lidze Serie A. W sierpniu 2019 został zawodnikiem rumuńskiego klubu Gyergyói HK, uczestniczącego w rozgrywkach Liga Națională i Erste Liga. Stamtąd pod koniec listopada 2019 został przetransferowany do HK Dinaburga w rodzinnym mieście. Dokładnie rok później, będąc wolnym graczem, pod koniec listopada 2020 został zaangażowany przez Zagłębie Sosnowiec w Polskiej Hokej Lidze. Na początku września 2021 został ogłoszony jego angaż w szkockiej drużynie Fife Flyers z brytyjskich rozgrywek EIHL. Na koniec stycznia 2022 został zakontraktowany przez Cracovię w PHL. W grudniu 2022 wraz z bratem Mārisem ponownie został graczem HK Dinaburga.
Był zawodnikiem reprezentacji Łotwy do lat 20 w sezonie 2013/2014 oraz seniorskiej kadry Łotwy w sezonie 2016/2017.

## Sukcesy
Klubowe
- Brązowy medal MHL-B: 2015 z HK Zielenograd
- Złoty medal 2. ligi łotewskiej: 2016 z HK Daugavpils
- Srebrny medal mistrzostw Łotwy: 2018 z HK Zemgale
- Superpuchar Włoch: 2019 z Ritten Sport
- Puchar Kontynentalny: 2022 z Cracovią

Indywidualne
- MHL-B (2014/2015)[13][14]:
  - Najlepszy obrońca miesiąca - wrzesień 2014, luty 2015
  - Mecz Gwiazd MHL-B
  - Pierwsze miejsce w klasyfikacji strzelców wśród obrońców w sezonie zasadniczym: 20 goli
  - Drugie miejsce w klasyfikacji asystentów wśród obrońców w sezonie zasadniczym: 29 asyst
  - Pierwsze miejsce w klasyfikacji kanadyjskiej wśród obrońców w sezonie zasadniczym: 49 punktów